# クリス・テイラー (プロレスラー)
クリス・テイラー（Chris Taylor、本名：Christopher J. Taylor、1950年6月13日 - 1979年6月29日）は、アメリカ合衆国のレスリング選手、プロレスラー。ミシガン州ドゥワジャック出身。
1972年のミュンヘンオリンピック男子フリースタイル100kg超級銅メダリスト。クリス・テーラーとも表記されていた。

## 来歴
アマチュアレスリングではハイスクール時代の3年間で60戦中58勝2敗、アイオワ州立大学では2年間で88戦中87勝0敗1引き分けという戦績を残す。1972年のミュンヘンオリンピックでは、フリースタイルの100kg超級で銅メダルを獲得。同大会では、ローラン・ボックの終生のライバルとされるウィルフレッド・ディートリッヒとも、グレコローマンとフリーの両スタイルで対戦。グレコローマンではディートリッヒにスープレックスで投げられ敗退したが、フリーでは判定で勝利を収めた。
その実績をやはりオリンピック出身のバーン・ガニアに見込まれ、同じくミュンヘン五輪に重量挙げで出場していたケン・パテラと共にスカウトされてAWAと契約。1973年12月8日、ミネソタ州ミネアポリスにてレネ・グレイを相手にデビュー。同月には若手時代のリック・フレアーとも連戦した。
翌1974年は、1月18日にシカゴのインターナショナル・アンフィシアターにて同じくオリンピック出場経験を持つマッドドッグ・バションと対戦。以降もベビーフェイスの大型新人として、ムース・モロウスキー、ジミー・バリアント、バロン・フォン・ラシク、レイ・スティーブンス、ラリー・ハイニエミ、バディ・ウォルフ、オックス・ベーカー、スーパースター・ビリー・グラハムなど、さまざまなタイプのヒールと対戦してキャリアを積んだ。
1975年はアンドレ・ザ・ジャイアントやダスティ・ローデスともイワン・プトスキーを交えた6人タッグマッチでトリオを組み、また当時AWAに参戦していたキム・ドクとも度々対戦。フロリダ（エディ・グラハム主宰のCWF）、ジョージア（ジム・バーネット主宰のGCW）、カンザスシティ（ボブ・ガイゲル主宰のCSW）、ノースカロライナ（ジム・クロケット・ジュニア主宰のMACW）などNWAの主要テリトリーにも出場しており、フロリダではボブ・ループ、ジョージアではアブドーラ・ザ・ブッチャーとのシングルマッチが実現した。
1976年はニューヨークのWWWFにも登場し、3月29日のマディソン・スクエア・ガーデンにおける定期戦でバロン・シクルナに勝利。本拠地のAWAでは、4月から5月にかけてニック・ボックウィンクルのAWA世界ヘビー級王座に再三挑戦した。9月から10月にかけては当時の西ドイツにも遠征、ホースト・ホフマンやオットー・ワンツをはじめ、新日本プロレスから海外修行に出ていた小沢正志や藤原喜明とも対戦した（小沢と藤原の2人を相手のハンディキャップ・マッチも行われている）。
同年11月、全日本プロレスの『スーパー・パワー・シリーズ』に、テイラーをコーチしたビル・ロビンソンと共に後半戦特別参加で来日。12月2日の川崎市体育館にて、ジャンボ鶴田の試練の十番勝負第7戦の相手を務めたが、1-1のタイスコアの後、場外でジャンピング・ボディ・プレスを自爆してリングアウト負けを喫した。来日中はブッチャーと組んで、ジャイアント馬場&ザ・デストロイヤーともタッグマッチで対戦している（ロビンソンをパートナーに、ブッチャー&レオ・バークとの対戦も実現）。
1977年に体調を崩し引退を余儀なくされ、1979年6月29日に狭心症で死去。29歳没。

## 得意技
- スープレックス[2]
- ボディ・プレス[2]
- ベアハッグ[5]